# Карлов, Николай Васильевич
Никола́й Васи́льевич Ка́рлов (15 октября 1929, Ленинград — 14 января 2014, Москва) — советский и российский учёный-физик, педагог высшей школы и организатор науки. Ректор МФТИ, председатель ВАК РФ. Лауреат Государственной премии СССР.

## Биография
После окончания школы начал трудовую деятельность в 1943 году электриком на Московском авиационном заводе.
Окончил Московский физико-технический институт в 1952 году.
Аспирант, младший и старший научный сотрудник, зав. сектором, зав. отделом (с 1983) Физического института (с 1983 г. — Институт общей физики) им. П. Н. Лебедева АН СССР (1983—1987).
Доктор физико-математических наук (1967).
Утверждён в звании профессора по специальности «экспериментальная физика» (1971).
Член-корреспондент Академии наук СССР по Отделению общей физики и астрономии, специализация «радиофизика» с 1984 г.
Член бюро Отделения (с 1990).
Советник РАН (с 1998).
Ректор Московского физико-технического института (1987—1997).
Председатель ВАК РФ (1992—1998).
Член Коллегии национальных экспертов стран СНГ по лазерам и лазерным технологиям (с 2001).
Член совета Фонда гуманитарных исследований, президиума Совета ректоров г. Москвы, коллегии Министерства науки РФ, коллегии Государственного комитета по высшим учебным заведениям.
Член Постоянной конференции ректоров Европейских университетов.
Президент межвузовского центра гуманитарного образования МФТИ «Пётр Великий».
Народный депутат СССР (1989—1991).
Похоронен на Троекуровском кладбище.

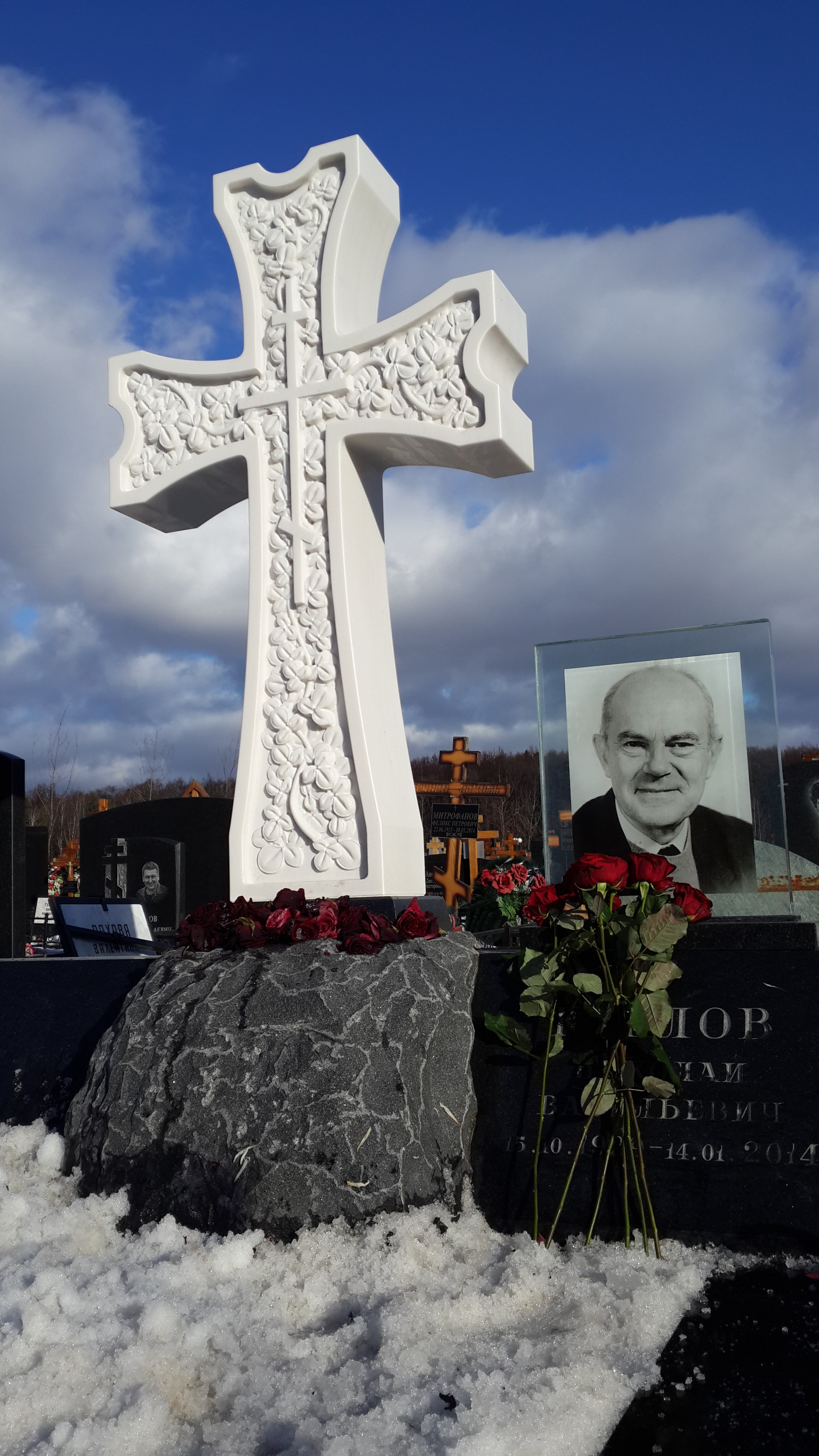
Могила Карлова Н. В. на Троекуровском кладбище, г. Москва

## Область научных интересов
Статистическая радиофизика, квантовая электроника, парамагнитные мазеры и приёмники радиоизлучения на их основе, молекулярные лазеры, интенсивные резонансные взаимодействия излучения с веществом.

## Награды и почётные звания
- Лауреат Государственной премии СССР (1976).
- Орден Дружбы народов (20 июля 1994) — за многолетнюю плодотворную научную деятельность и большой личный вклад в подготовку научно-педагогических кадров[3],
- медалью «За трудовое отличие» (1976).
- Почётный доктор Университета имени Я. Паннониуса (Венгрия, 1988).
- Член Американского физического общества (1984).

## Научные труды
- Квантовые усилители (1966); Лазерное разделение изотопов (Тр. ФИАН. 1969. Т. 114)
- Лекции по квантовой электронике (1983)
- Ноосфера образования. Область удалённого доступа к знаниям (Вестник РАН. Т. 71, № 7. 2001, в соавт.).
- Автор свыше 300 публикаций, в том числе 11 монографий.

## Учебные пособия
- Карлов Н.В., Кириченко Н.А., Лукьянчук Б.С. "Лазерная термохимия" (переведена на английский Cambridge International Science Press)
- Карлов Н.В., Кириченко Н.А. "Колебания. Волны. Структуры".
- Карлов Н.В., Кириченко Н.А. "Начальные главы квантовой механики"